# Alcalá de la Selva
Alcalá de la Selva ist eine ostspanische Gemeinde (municipio) mit 378 Einwohnern (Stand: 2024) im Südosten der Provinz Teruel in der Autonomen Gemeinschaft Aragonien. Neben dem gleichnamigen Hauptort gehören die Ortschaft Virgen de la Vega sowie die Neubaugebiete Sol y Nieves und Solano de la Vega zur Gemeinde. 

## Lage und Klima
Alcalá de la Selva liegt knapp 35 Kilometer (Fahrtstrecke) östlich der Provinzhauptstadt Teruel im Bergland der Sierra de Gúdar in einer Höhe von ca. 1405 m. Der Ort hat ein gemäßigt warmes Klima. Das ganze Jahr über fällt Niederschlag (551 mm/Jahr).

## Bevölkerungsentwicklung
| Jahr      | 1970 | 1981 | 1991 | 2006 | 2011 | 2021 |
| Einwohner | 774  | 579  | 462  | 510  | 497  | 351  |

Die höchsten Einwohnerzahlen seiner Geschichte (knapp 3000) verzeichnete Alcalá de la Selva in der ersten Hälfte des 20. Jahrhunderts.

## Wirtschaft
Landwirtschaft und Tourismus (im Winter auch Skitourismus) sind die Haupteinnahmequellen des Ortes. Für die umliegenden Einzelgehöfte und kleinen Dörfer ist er ein wichtiges Handwerks- und Handelszentrum.

## Sehenswürdigkeiten

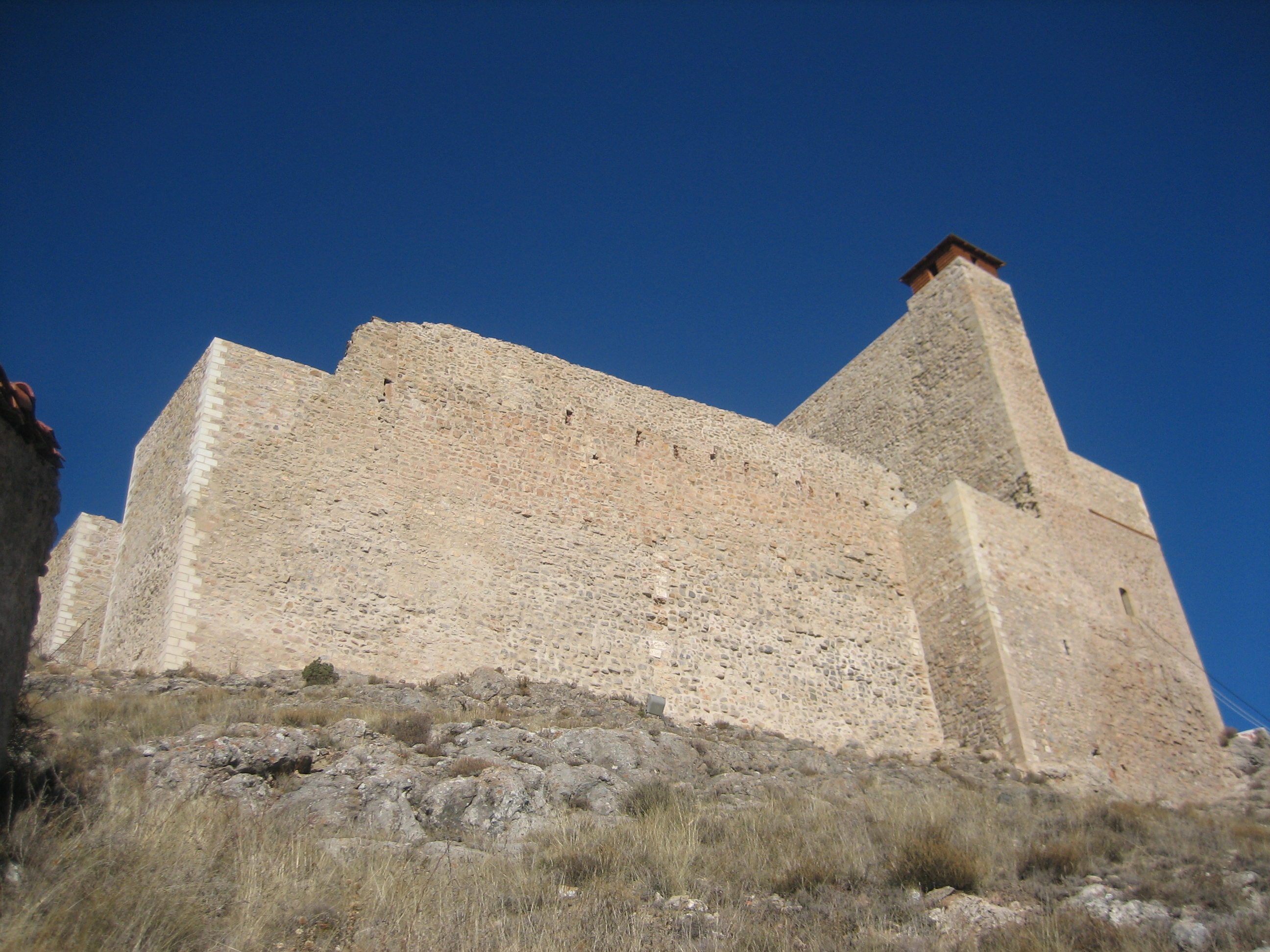
Burgruine
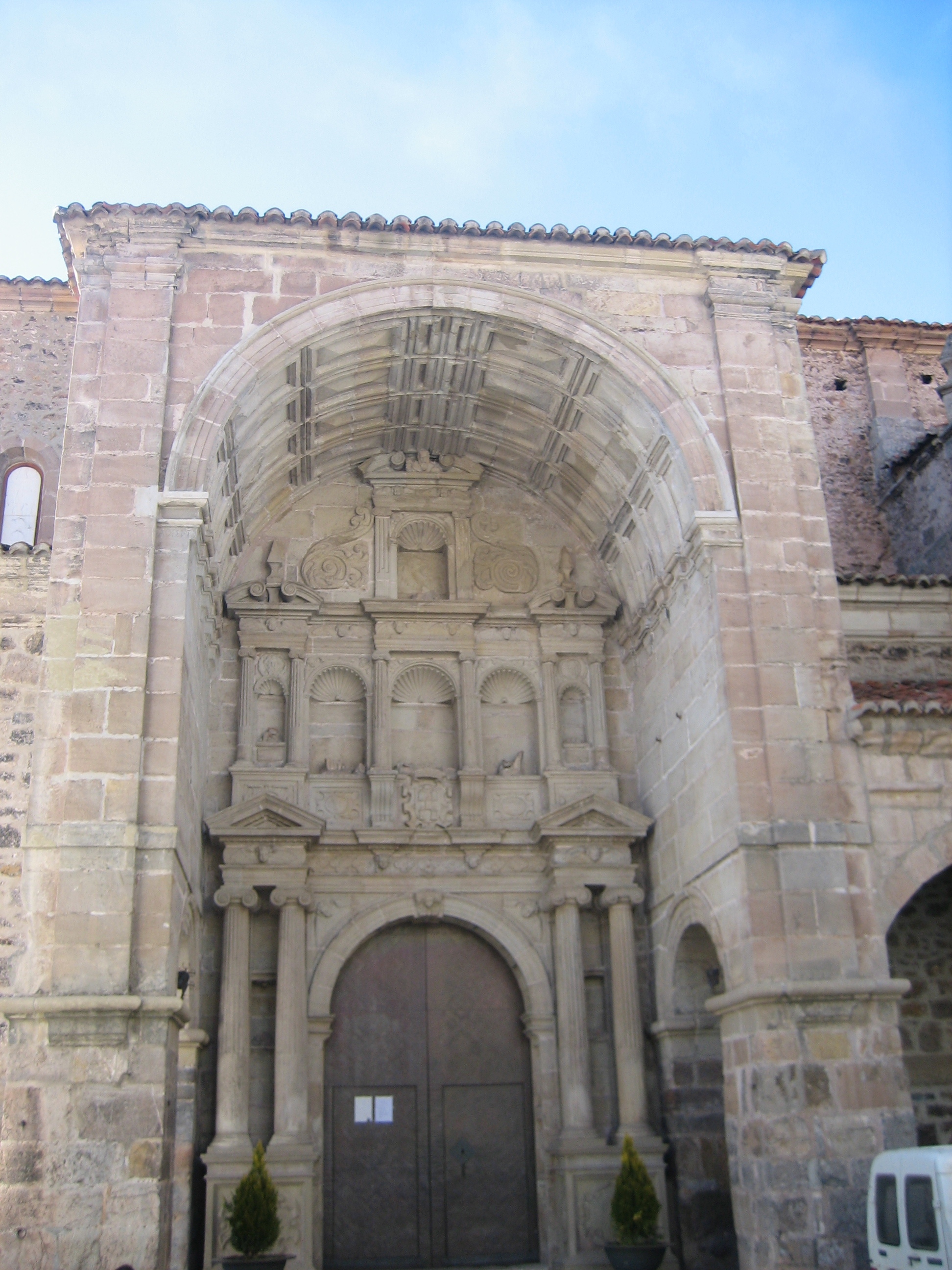
Simons-und-Judas-Kirche
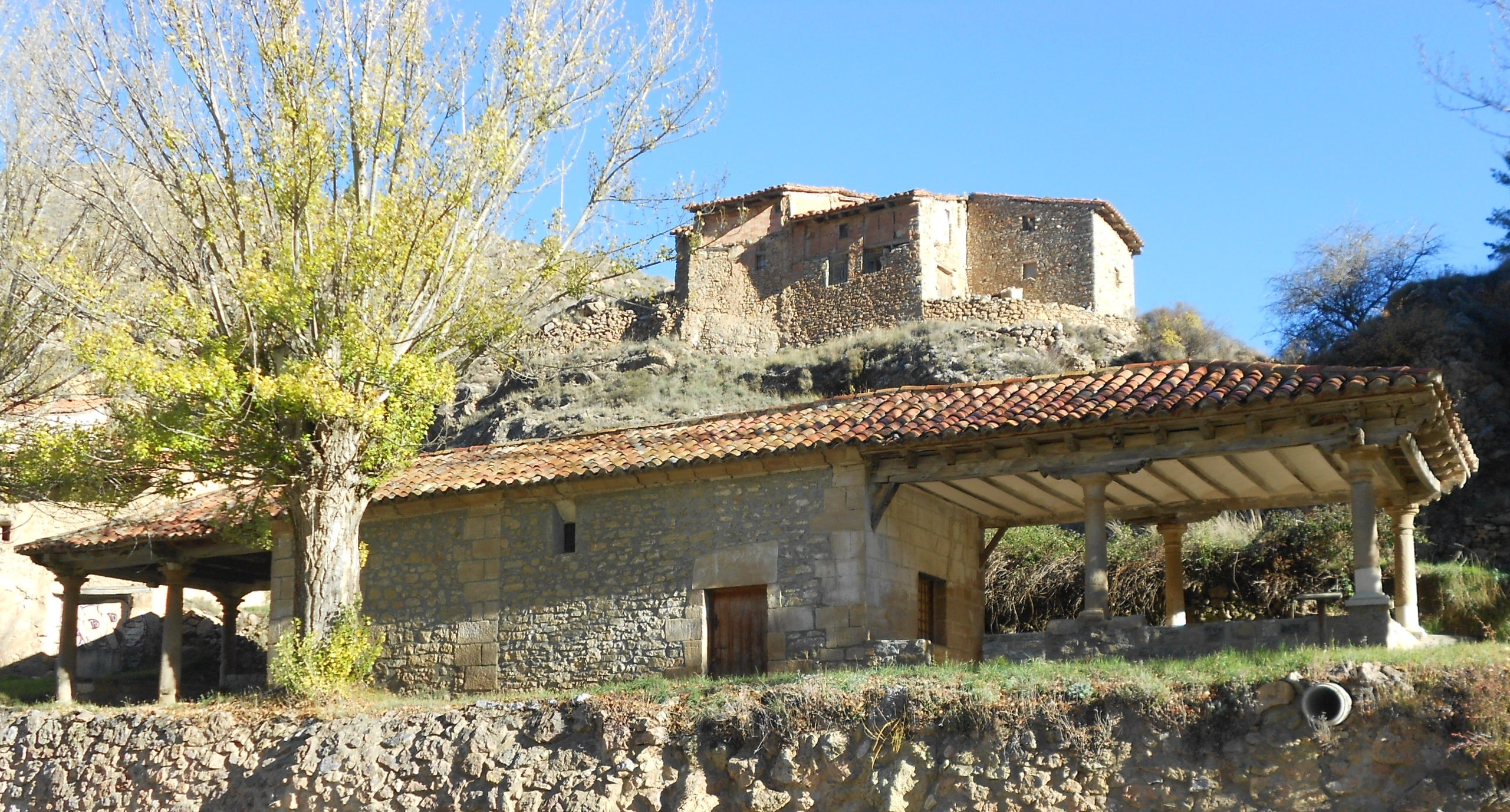
Marienkapelle
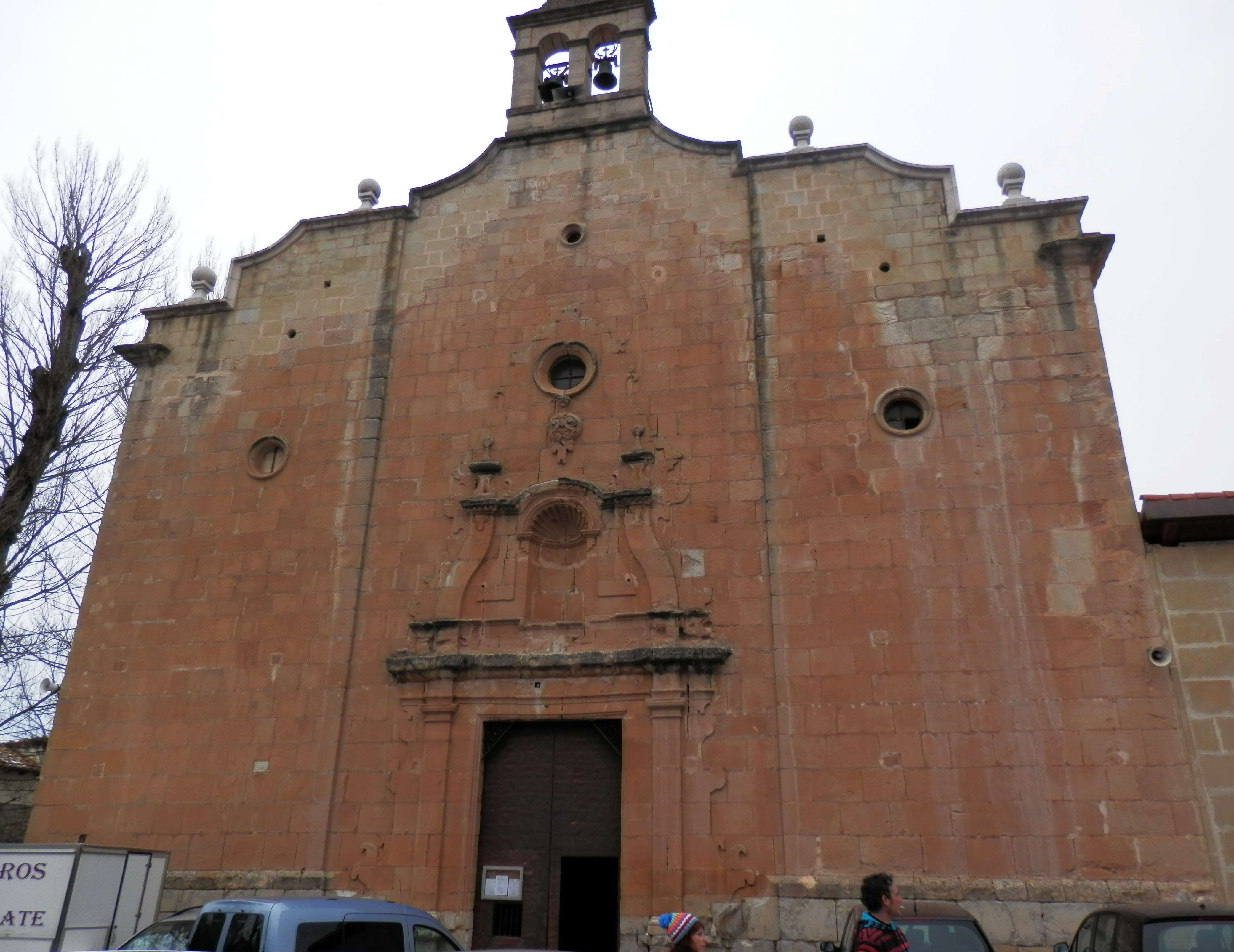
Marienheiligtum

- Burgruine
- Simons-und-Judas-Kirche
- Marienkapelle
- Marienheiligtum